# Roma (Schiff, 1908)
Die Roma war ein Linienschiff der Regina-Elena-Klasse der Königlich Italienischen Marine und ihr zweites nach der italienischen Hauptstadt benannte Kriegsschiff.

## Geschichte
In Bau gegeben wurde die Roma im Jahre 1903 beim Marinearsenal La Spezia, der Stapellauf fand 1907 statt und nach 5 Jahren Bauzeit erfolgte die Indienststellung im Jahre 1908.
Sie galt als ausgezeichnete Einheit mit sehr ausgewogenen Eigenschaften, doch aufgrund der langen Bauzeit war sie bei Indienststellung durch die Schlachtschiffe mit Einheitskaliber vom Dreadnought-Typ bereits überholt.
Wie ihre drei baugleichen Schwesterschiffe Regina Elena (Typschiff), Vittorio Emanuele und Napoli besaß sie einen Rumpf aus Stahl mit einer 250 mm starken Seitenpanzerung und einer Deckspanzerung von 100 mm. Der Kommandoturm besaß eine Panzerung von 250 mm und die beiden schweren Geschütztürme mit jeweils einer einzelnen 30,5-cm-Kanone eine von maximal 350 mm. Als Antrieb dienten zwei Dreifachexpansions-Dampfmaschinen mit insgesamt ca. 20.000 PS, die eine Höchstgeschwindigkeit von 22 kn ermöglichte. Bemerkenswert war vor allem die Reichweite von ca. 10.000 Seemeilen.
Nach einigen Jahren Überwachung des Tyrrhenischen Meeres und der Adria kam sie nach Fahrten als Begleitschutz für Handelsschiffe mit ihren drei Schwesterschiffen sowohl im Italienisch-Türkischen Krieg von 1912 bis 1913 als auch im Ersten Weltkrieg zum Einsatz.
Im Jahre 1927, von den später gebauten Schlachtschiffen mit Einheitskaliber längst überholt, wurde sie außer Dienst gestellt und kurz darauf abgebrochen.
Die Roma von 1908 war – mit den Schiffen der Regina Elena-Klasse – das letzte gebaute italienische Einheitslinienschiff. Nachfolger war die ab 1913 in Dienst gestellte Dante-Alighieri mit Einheitskaliber.

## Einsatz
Während des Italienisch-Türkischen Krieges von 1911–12 nahm sie mit ihren Schwesterschiffen, unter ihnen die Vittorio Emanuele als Flaggschiff, an der Besetzung von Tobruk und Bengasi in Libyen wie auch an den Operationen in der Ägäis sowie an der Eroberung von Rhodos und des Dodekanes teil. Später beteiligte sich die Roma mit besagten Schiffen mit ihrer Artillerie auch an den Angriffen in den Dardanellen und damit an der Vorbereitung der interalliierten Landung gegen das Gebiet des Osmanischen Reiches selbst. Bei Kriegsende lag die Roma mit weiteren alliierten Kampfschiffen in Konstantinopel.
Im Ersten Weltkrieg operierte sie mehrfach zwischen Tarent, Brindisi, Valona und der Ägäis, hatte jedoch aufgrund der Vernichtung der meisten osmanischen Schiffe kaum Feindkontakt.